# Laranjal Paulista (ort)
Laranjal Paulista är en ort i Brasilien.   Den ligger i kommunen Laranjal Paulista och delstaten São Paulo, i den sydöstra delen av landet, 800 km söder om huvudstaden Brasília. Laranjal Paulista ligger 542 meter över havet och antalet invånare är 21 264.
Terrängen runt Laranjal Paulista är platt. Runt Laranjal Paulista är det ganska tätbefolkat, med 90 invånare per kvadratkilometer.. Närmaste större samhälle är Pereiras, 14,5 km väster om Laranjal Paulista.
Omgivningarna runt Laranjal Paulista är huvudsakligen savann.